# Aleksander von der Bellen
Aleksander Konstantin von der Bellen (en ruso: Александр Фон дер Беллен; Pskov, 5 de julio de 1859-Tallin, 11 de febrero de 1924), más tarde conocido como Alexander van der Bellen, apodado Sascha familiarmente, fue un político liberal.

## Biografía
Bellen perteneció al clan de los Von der Bellen, una familia noble rusa de origen holandés que había sido reconocida como noble en la Rusia de principios del siglo XIX y con intereses en la localidad de Pskov. Bellen hablaba ruso como primera lengua.
Alexander Konstantin von der Bellen es abuelo del hoy presidente austríaco, Alexander Van der Bellen.

## Carrera política
Ocupó varios cargos administrativos en Pskov, la provincia más amplia del Imperio ruso, sirviendo como comisario provincial (jefe del gobierno provincial) de Pskov. También fue miembro del gobierno provisional ruso entre marzo y julio de 1917, antes de que el ejército imperial alemán invadiera la zona de Pskov durante la Guerra Civil rusa.

## Huida a Estonia
En el verano de 1919, cuando Pskov fue brevemente ocupada por el Ejército Estonio, Bellen huyó ante el peligro del ejército bolchevique; huyó con su mujer e hijos y resueltos a establecerse en una Estonia ahora independiente. En Estonia, la familia cambió su apellido y modificó la nobiliaria partícula del alemán von por la holandesa Van, pues la partícula noble alemana fue específicamente prohibido por ley en Estonia como indicación de nobleza rusa.